# 127 Heures
Pour plus de détails, voir Fiche technique et Distribution.
127 Heures (127 Hours) est un film britanno-américano-français réalisé par Danny Boyle, sorti en 2010. Le cinéaste coécrit le scénario avec Simon Beaufoy d'après l'autobiographie Plus fort qu'un roc d'Aron Ralston. Ce dernier est incarné par James Franco.
Le film revient sur l'histoire vraie de l'alpiniste américain Aron Ralston, vingt-sept ans, victime d'un accident lors d'une randonnée en avril 2003 dans le Blue John Canyon du parc national des Canyonlands, en Utah, et qui dut s'amputer son bras coincé par un rocher.
Ce film reçoit cent vingt-cinq nominations, dont six aux Oscars et trois aux Golden Globes, pour une récolte de vingt-deux récompenses, dont celle du meilleur film à l'American Film Institute.

## Synopsis
Aron Ralston, ingénieur et alpiniste chevronné, passe ses week-ends à explorer différents endroits des États-Unis. Un vendredi soir d'avril 2003, il décide d'aller explorer le Blue John Canyon sans avoir prévenu son entourage de son projet.
Une fois sur place et après une nuit de repos, il prend son vélo et s'élance sur les pistes et chemins déserts des Canyonlands. Délaissant sa bicyclette, il continue sa route à pied. Il rencontre deux jeunes femmes égarées, Kristie et Megan, et décide de les accompagner. Après quelques heures passées avec elles, Aron les quitte et continue son excursion solitaire.
En descendant un canyon en fente, Ralston s'appuie sur une roche instable. Celle-ci bascule sous le poids du randonneur et tombe avec ce dernier en bas de la faille, coinçant son bras droit contre la paroi.

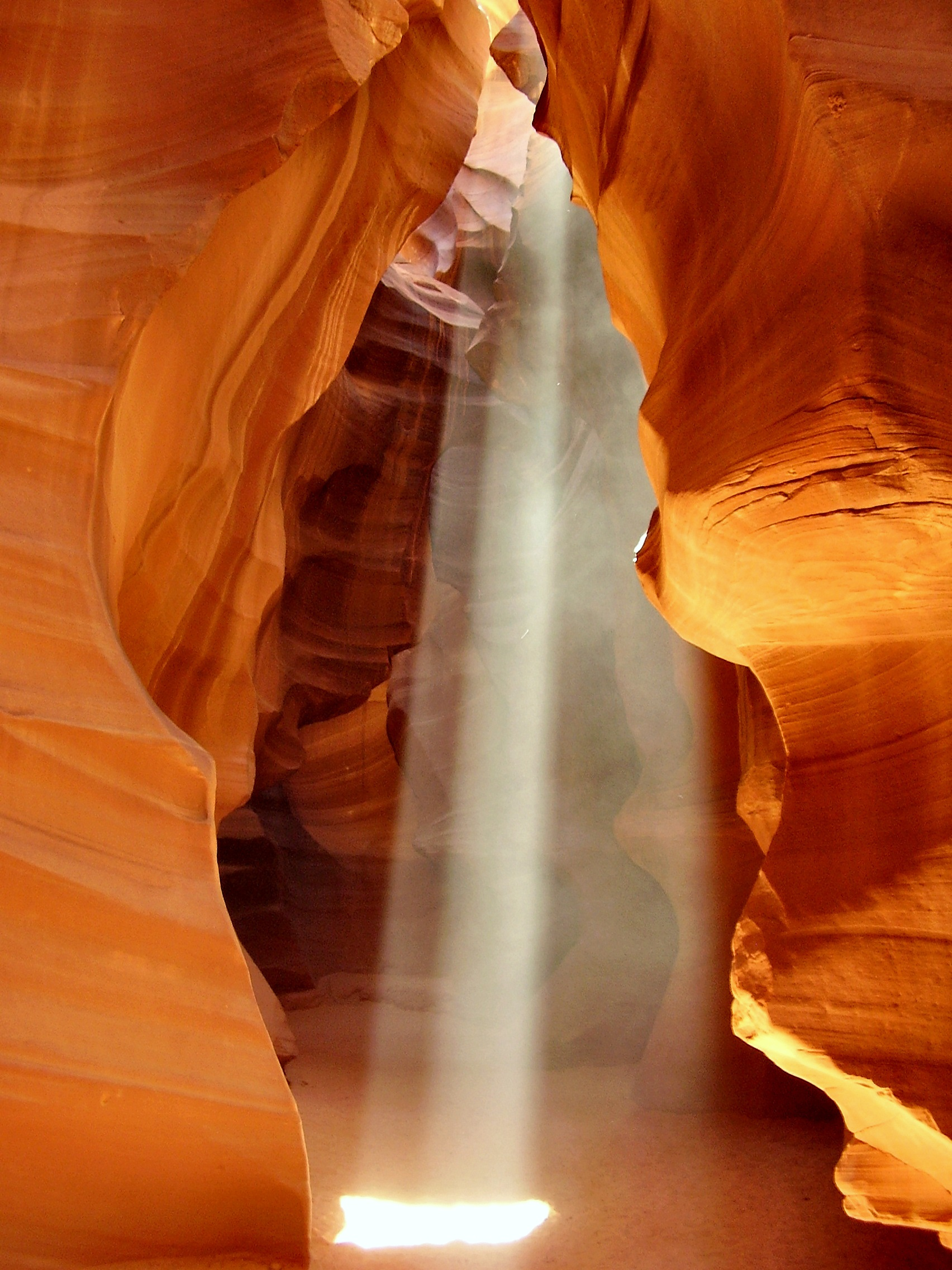
Le soleil inondant un canyon en fente.

Aron tente dans un premier temps, et pendant de longues minutes, de tirer de toutes ses forces sur son bras pour le retirer, puis de bouger le lourd rocher ; ces deux tentatives se soldent par un échec. Épuisé par ses efforts, Ralston décide de boire dans sa gourde mais se rend vite compte qu'il doit désormais économiser son eau. Comprenant qu'il est seul au milieu de nulle part, il décide de faire l'inventaire de tout le matériel qu'il a apporté (montre, poche d'eau, appareil photo numérique, caméra numérique, etc.) et s'empare du couteau multifonction pour tailler la pierre et la faire tomber ; il continue cette tâche pendant la nuit, pour se réchauffer, et attache une sangle autour du rocher et qu'il fixe à une autre roche. Il essaye de dormir, en vain.
Le jour se lève et le soleil inonde le canyon, de quoi lui rappeler de vieux souvenirs d'enfance avec son père. Aron commence à se filmer lui-même avec sa caméra, à raconter ses mésaventures et à délivrer des messages à ses proches. Après avoir cru l'espace d'un instant qu'une personne se trouvait près de lui et pouvait le secourir, l'alpiniste réalise qu'il va devoir rester lucide pour ne pas tomber dans le désespoir. La nuit arrivant, et après s'être, cette fois, couvert pour affronter le froid, il montre des premiers signes d'hallucinations.
Le lendemain matin, avec tous les cordages et mousquetons en place, Aron essaye de soulever, avec son bras puis avec ses pieds, la pierre, sans résultat. Il continue de tenir son journal de bord avec la caméra et annonce deux constatations peu joyeuses : le manque sérieux d'eau, dont le niveau diminue d'heure en heure, va l'obliger à boire son urine ; et sa main prisonnière semblant soutenir le rocher de grès, il va devoir s'amputer pour se libérer. Pour sa première tentative, et après avoir utilisé un garrot, il essaye de se taillader le bras avec la lame de son couteau multifonction mais cela ne l'a pas avancé. Cette liberté se manifeste d'ailleurs à lui avec un corbeau qu'il voit tous les jours.
Après s'être remémoré certains souvenirs liés à ses parents et à sa sœur, puis à Rana, son ancienne petite amie, Ralston est réveillé par le tonnerre et affronte une pluie torrentielle. L'étroitesse du canyon faisant que l'eau monte très vite, il réussit à soulever la pierre grâce à l'eau et à retourner à sa camionnette. Arrivé chez Rana, il lui demande de l'aide sans pouvoir sortir des mots de sa bouche ; elle lui ferme la porte au nez. Cette vision se révèle, en fait, n'être qu'un rêve.
Au lever du jour, perdant de plus en plus sa lucidité, il s'imagine invité d'un talk-show américain où le présentateur et un des auditeurs le tournent en ridicule ; il se rend compte alors de la gravité de son erreur de n'avoir donné aucune indication sur son excursion à ses proches, les recherches de la police sur sa disparition ne pouvant commencer qu'à une date où il sera probablement déjà mort. Revenu à lui-même, il semble faire ses adieux à ses parents après leur avoir dit ce qu'il avait sur le cœur et s'excuser. Aron fait alors une deuxième tentative pour s'amputer, après avoir maitrisé son angoisse, en plantant le canif dans son bras ; mais il ne peut continuer, ne pouvant pas casser les os avec son outil. La nuit venant, il continue de taillader la pierre avec son couteau mais est en proie à des hallucinations de plus en plus aiguës, comme si quelqu'un l'épiait, puis il voit diverses personnes le matin suivant comme les membres de sa famille, ses amis, auprès desquels il s'excuse de nouveau, ou encore Blue John, l'acolyte de Butch Cassidy qui a donné son nom au canyon.

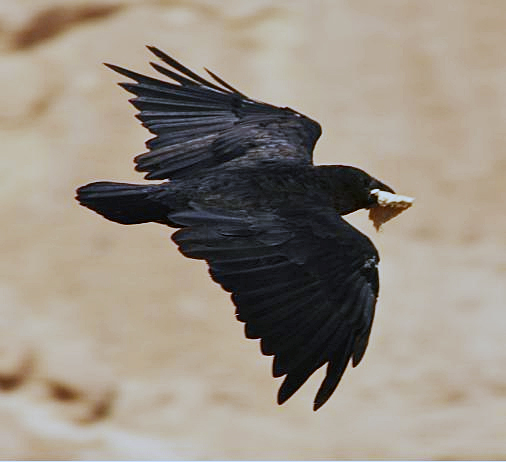
Le corbeau, symbole de liberté pour Ralston.

À bout de forces, Ralston livre ses dernières pensées à la caméra ; le corbeau a disparu et il y voit comme un signe : il a réfléchi à tout ce qui lui est arrivé depuis son enfance et interprète cet accident comme un moyen de se racheter auprès de ses proches, de faire sa rédemption. Il inscrit la mention « R.I.P. Aron Ralston, 1975-2003 » sur la paroi rocheuse, comme sur une pierre tombale, au cas où les choses tourneraient mal pour lui.
Après six jours et cinq nuits à essayer, sans succès, de se décoincer et complètement déshydraté, en manque de nourriture et souffrant d'hypothermie, Ralston aperçoit au lever du jour un petit garçon qui semble être son fils ; cette ultime hallucination lui permettra de se donner du courage et de prendre la décision extrême de s'amputer le bras droit pour de bon. Ne pouvant pas le couper directement avec son couteau multifonction de piètre qualité et usé après ses nombreuses utilisations, il utilise la roche pour broyer ses os, puis se sert de son canif comme poignard jusqu'à s'amputer, coupant chair, muscles, vaisseaux sanguins et nerfs, non sans mal, et ce pendant plus d'une heure. Cette coupure, cutanée, grossière, fait également courir un risque de septicémie non négligeable à Ralston, qui le presse donc à sortir de la faille.
Enfin libre, il suit la faille et débouche sur un précipice, qu'il réussit à descendre en rappel à l'aide de son matériel et de son seul bras valide. Aron se met à marcher vers sa voiture située à 11 kilomètres, et alors que son état devient de plus en plus inquiétant, il rencontre des randonneurs et est sauvé. Il est emmené à l'hôpital en hélicoptère.
Les dernières minutes du film montrent le personnage du film nageant avec un seul bras, et rencontrant le vrai Aron Ralston, avec sa femme et son fils né en février 2010. Aron Ralston continue à pratiquer l'escalade et l'alpinisme, cependant il indique toujours à ses proches où il compte se rendre.

## Fiche technique
Sauf indication contraire, les informations mentionnées dans cette section peuvent être confirmées par les bases de données cinématographiques IMDb et Allociné,  présentes dans la section « Liens externes ».
- Titre original : 127 Hours
- Titre français : 127 Heures
- Réalisation : Danny Boyle
- Scénario : Danny Boyle et Simon Beaufoy, d'après l'autobiographie "Plus fort qu'un roc" d'Aron Ralston
- Musique : A. R. Rahman
- Direction artistique : Christopher R. DeMuri
- Décors : Suttirat Anne Larlarb
- Costumes : Suttirat Anne Larlarb, Emma Potter et Elisabeth Vastola
- Photographie : Enrique Chediak (en) et Anthony Dod Mantle
- Son : Niv Adiri, Glenn Freemantle, Richard Pryke, Ian Tapp
- Montage : Jon Harris
- Production : Danny Boyle, Christian Colson et John Smithson
  - Production déléguée : Bernard Bellew, Lisa Maria Falcone, François Ivernel, John J. Kelly, Cameron McCracken et Tessa Ross
  - Production associée : Diarmuid McKeown
  - Coproduction : Tom Heller et Gareth Smith
- Sociétés de production :
  - Royaume-Uni : Cloud Eight Films, Decibel Films et Darlow Smithson Productions, en association avec Film4 Productions et Big Screen Productions
  - États-Unis : en association avec Everest Entertainment et Dune Entertainment, présenté par Fox Searchlight Pictures
  - France : présenté par Pathé Films
- Sociétés de distribution : Fox Searchlight Pictures (États-Unis) ; Pathé Distribution (Royaume-Uni) ; Warner Bros. (France) ; Monopole-Pathé (Suisse romande) ; Twentieth Century Fox (Belgique)
- Budget : 18 millions USD[2],[3]
- Pays de production :  Royaume-Uni,  États-Unis,  France[4]
- Langue originale : anglais britannique, anglais américain, italien
- Format : couleur (Technicolor) — 35 mm — 1,85:1 — son SDDS / Dolby Digital / DTS
- Genre : drame, biographie, aventure, thriller
- Durée : 94 minutes
- Dates de sortie[5] :
  - États-Unis : 4 septembre 2010 (Festival du film de Telluride), 16 octobre 2010 (Festival du film de Mill Valley), 26 octobre 2010 (Festival du film d'Austin), 5 novembre 2010 (Denver International Film Festival), 5 novembre 2010 (sortie à New York et à Los Angeles), 12 novembre 2010 (sortie limitée), 28 janvier 2011 (sortie nationale)
  - Canada : 12 septembre 2010 (festival de Toronto)
  - Royaume-Uni : 28 octobre 2010 (Festival du film de Londres), 7 janvier 2011 (sortie nationale)
  - Québec : 26 novembre 2010[6]
  - Belgique : 16 février 2011[7]
  - France, Suisse romande : 23 février 2011[8],[9]
- Classification[10] :
  - États-Unis : les enfants de moins de 17 ans doivent être accompagnés d'un adulte (R – Restricted)[N 1]
  - Royaume-Uni : interdit aux moins de 15 ans (15 - Suitable only for 15 years and over)
  - France : tous publics avec avertissement[11],[N 2]
  - Belgique : tous publics (Alle Leeftijden)[7]
  - Suisse romande : interdit aux moins de 14 ans[12]
  - Québec : 13 ans et plus (13+ / 13 years and over)[6]

## Distribution
- James Franco (VF : Philippe Valmont ; VQ : Martin Watier) : Aron Ralston
- Clémence Poésy (VF : elle-même ; VQ : Catherine Bonneau) : Rana, la petite-amie d'Aron
- Kate Mara (VF : Anna Sigalevitch ; VQ : Manon Arsenault) : Kristi
- Amber Tamblyn (VF : Élisabeth Ventura ; VQ : Julie Beauchemin) : Megan
- Lizzy Caplan (VQ : Mélanie Laberge) : Sonja Ralston, la sœur d'Aron
- Treat Williams (VQ : Jean-Luc Montminy) : Larry Ralston, le père d'Aron
- Kate Burton (VQ : Claudine Chatel) : Donna Ralston, la mère d'Aron
- Pieter Jan Brugge : Eric Meijer
- Darin Scott Southam : Zach

## Production

### Scénario
Le réalisateur Danny Boyle voulait faire un film sur la vie d'Aron Ralston depuis quatre ans. Il rédige un script dont Simon Beaufoy fait un scénario avec peu de dialogues, soit environ une heure sans parole. Notons qu'à l'origine Aron Ralston a refusé la proposition de Danny Boyle, il voulait réaliser un documentaire avec sa voix off. Ce n'est qu'après le succès de Slumdog Millionaire qu'Aron Ralston accepte l'idée du réalisateur qui est de faire un film et non un documentaire.

### Attribution des rôles

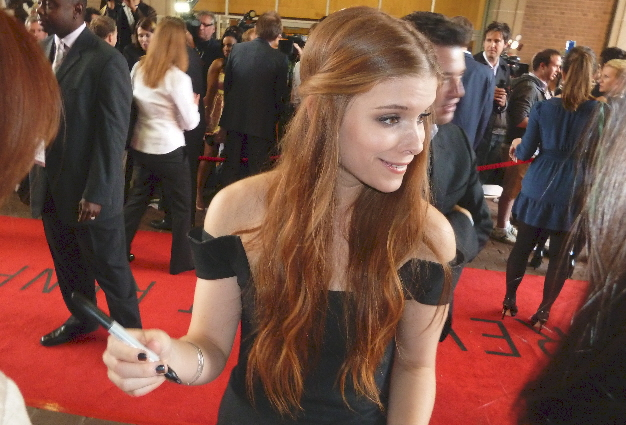
L'actrice Kate Mara pour la présentation du film au TIFF 2010.

Après l'annonce de Variety en novembre 2009 sur la rumeur de Ryan Gosling dans le rôle d'Aron Ralston et de News of the World informant que Danny Boyle avait Cillian Murphy sur sa liste de choix, c'est finalement James Franco qui tient le rôle en janvier 2010,. Katie Featherston s'était présentée pour décrocher un rôle, mais c'est Kate Mara qui lui a été préférée en février 2010. Danny Boyle a engagé en avril 2010 Lizzy Caplan pour interpréter Sonja Ralston, la sœur de l'alpiniste, et Clémence Poésy en juillet 2010, un petit rôle de la petite amie du randonneur, remplaçant Amber Tamblyn.

### Tournage
Le tournage a débuté en mars 2010, dans Moab et Salt Lake City dans l'Utah.

## Bande originale
Le film est mis en musique par l'indien A. R. Rahman qui a déjà travaillé avec Danny Boyle pour Slumdog Millionaire, remportant deux Oscars en février 2009. Dido chante la chanson du film intitulée If I Rise, dont elle a également coécrit les paroles avec son frère Rollo Armstrong,.
| Liste des titres | Liste des titres                                                                     | Liste des titres                                                    | Liste des titres   | Liste des titres | Liste des titres | Liste des titres | Liste des titres | Liste des titres | Liste des titres |
| No               | Titre                                                                                | Auteur                                                              | Artiste(s)         | Durée            |                  |                  |                  |                  |                  |
| ---------------- | ------------------------------------------------------------------------------------ | ------------------------------------------------------------------- | ------------------ | ---------------- | ---------------- | ---------------- | ---------------- | ---------------- | ---------------- |
| 1.               | Never Hear Surf Music Again                                                          | John Pugh                                                           | Free Blood         | 5:52             |                  |                  |                  |                  |                  |
| 2.               | The Canyon                                                                           | A.R. Rahman                                                         | A.R. Rahman        | 3:01             |                  |                  |                  |                  |                  |
| 3.               | Liberation Begins                                                                    | A.R. Rahman                                                         | A.R. Rahman        | 2:14             |                  |                  |                  |                  |                  |
| 4.               | Touch Of The Sun                                                                     | A.R. Rahman                                                         | A.R. Rahman        | 4:39             |                  |                  |                  |                  |                  |
| 5.               | Lovely Day                                                                           | Bill Withers, Skip Scarborough                                      | Bill Withers       | 4:16             |                  |                  |                  |                  |                  |
| 6.               | Nocturne No.2 in E flat, Op.9 No.2                                                   | Frédéric Chopin                                                     | Vladimir Ashkenazy | 4:01             |                  |                  |                  |                  |                  |
| 7.               | Ça plane pour moi                                                                    | Francis Jean Deprijck, Yves Maurice Lacomblez                       | Plastic Bertrand   | 3:00             |                  |                  |                  |                  |                  |
| 8.               | Liberation In A Dream                                                                | A.R. Rahman                                                         | A.R. Rahman        | 4:06             |                  |                  |                  |                  |                  |
| 9.               | If You Love Me (Really Love Me) (reprise anglophone de Hymne à l'amour d'Édith Piaf) | Édith Piaf, Marguerite Monnot, Geoffrey Parsons                     | Esther Phillips    | 3:27             |                  |                  |                  |                  |                  |
| 10.              | Acid Darbari                                                                         | A.R. Rahman                                                         | A.R. Rahman        | 4:21             |                  |                  |                  |                  |                  |
| 11.              | R.I.P.                                                                               | A.R. Rahman                                                         | A.R. Rahman        | 5:11             |                  |                  |                  |                  |                  |
| 12.              | Liberation                                                                           | A.R. Rahman                                                         | A.R. Rahman        | 3:11             |                  |                  |                  |                  |                  |
| 13.              | Festival                                                                             | Jón Þór Birgisson, Orri Páll Dýrason, Georg Hólm, Kjartan Sveinsson | Sigur Rós          | 9:26             |                  |                  |                  |                  |                  |
| 14.              | If I Rise                                                                            | A.R. Rahman, Dido, Rollo Armstrong                                  | Dido & A.R. Rahman | 4:38             |                  |                  |                  |                  |                  |
| 61:23            |                                                                                      |                                                                     |                    |                  |                  |                  |                  |                  |                  |

## Accueil

### Avant-premières
127 Heures a été présenté au Festival international du film de Toronto le 12 septembre 2010. Il est sélectionné au Festival du film de Londres pour le 28 octobre 2010 avant sa sortie nationale aux États-Unis le 28 janvier 2011.

### Accueil critique
Aux États-Unis, le long-métrage a reçu un accueil critique généralement favorable :
- Sur l’agrégateur de critiques Rotten Tomatoes, le film bénéficie d'un taux d'approbation de 93% d'opinions favorables basé sur 236 critiques collectées (219 critiques positives et 17 négatives). Le consensus critique du site Web se lit comme suit : « Aussi déchirant qu'inspirant, 127 Heures réunit l'un des efforts de réalisation les plus exubérants de Danny Boyle avec une formidable performance de James Franco[29] ».
- Sur Metacritic, le film a une partition de 82⁄100 sur la base de 38 critiques collectées (37 critiques positives et 1 mitigée)[30].

En France, le site AlloCiné recense 28 critiques de presse pour une moyenne de 3,2⁄5
.

### Box-office
| Pays ou région     | Box-office                    | Date d'arrêt du box-office | Nombre de semaines |
| ------------------ | ----------------------------- | -------------------------- | ------------------ |
| États-Unis, Canada | 18 335 230 USD                | 14 avril 2011              | 23                 |
| France             | 2 895 060 USD 350 268 entrées | -                          | -                  |
| Total mondial      | 60 738 797 USD                |                            |                    |

## Distinctions

### Récompenses

#### 2010
- Dallas-Fort Worth Film Critics Association Awards :
  - Meilleur acteur pour James Franco
  - Meilleure photographie pour Anthony Dod Mantle et Enrique Chediak (en)
- Las Vegas Film Critics Society Awards : Sierra Award du meilleur acteur pour James Franco

#### 2011
- Central Ohio Film Critics Association Awards :
  - Meilleur acteur pour James Franco
  - Acteur de l'année pour James Franco (pour l'ensemble de son travail en 2010)
- Critics Choice Awards : meilleure chanson originale pour A. R. Rahman, Rollo et Dido (pour la chanson "If I Rise")
- Film Independent's Spirit Awards : meilleur acteur pour James Franco

### Nominations

#### 2010
- Chicago Film Critics Association Awards : meilleur acteur pour James Franco
- Dallas-Fort Worth Film Critics Association Awards :
  - Meilleur film  (4e place)
  - Meilleur réalisateur pour Danny Boyle
- Las Vegas Film Critics Society Awards :
  - Meilleur film
  - Meilleur réalisateur pour Danny Boyle
  - Meilleure photographie pour Anthony Dod Mantle et Enrique Chediak (en)
  - Meilleur montage pour Jon Harris
  - Meilleure chanson pour A. R. Rahman, Rollo et Dido (pour la chanson : "If I Rise")

#### 2011
- BAFTA Awards :
  - Alexander Korda Award du meilleur film britannique de l'année pour Danny Boyle, Christian Colson, John Smithson et Simon Beaufoy
  - Meilleur réalisateur pour Danny Boyle
  - Meilleur acteur pour James Franco
  - Meilleur scénario adapté pour Danny Boyle et Simon Beaufoy
  - Meilleure photographie pour Anthony Dod Mantle et Enrique Chediak
  - Meilleur montage pour Jon Harris
  - Meilleur son pour Douglas Cameron, Glenn Freemantle, Steven C. Laneri, Richard Pryke et Ian Tapp
  - Anthony Asquith Award de la meilleure musique de film pour A. R. Rahman
- Central Ohio Film Critics Association Awards :
  - Top 10 des meilleurs films (Modèle:7e place)
  - Meilleur réalisateur pour Danny Boyle
  - Meilleur scénario adapté pour Simon Beaufoy et Danny Boyle
  - Meilleure photographie pour Anthony Dod Mantle et Enrique Chediak
  - Meilleure musique de film pour A. R. Rahman
- Critics Choice Awards :
  - Meilleur film
  - Meilleur réalisateur pour Danny Boyle
  - Meilleur acteur pour James Franco
  - Meilleur scénario adapté pour Simon Beaufoy et Danny Boyle
  - Meilleure photographie pour Anthony Dod Mantle et Enrique Chediak
  - Meilleur montage pour Jon Harris
  - Meilleur son pour Douglas Cameron, Glenn Freemantle, Steven C. Laneri, Richard Pryke et Ian Tapp
- Film Independent's Spirit Awards :
  - Meilleur film pour Danny Boyle, Christian Colson et John Smithson
  - Meilleur réalisateur pour Danny Boyle
- Golden Globes :
  - Meilleur acteur dans un film dramatique pour James Franco
  - Meilleur scénario pour Simon Beaufoy et Danny Boyle
  - Meilleure musique de film pour A. R. Rahman
- London Critics Circle Film Awards :
  - Film britannique de l'année
  - Réalisateur britannique de l'année pour Danny Boyle
- Oscars : 
  - Meilleur film pour Danny Boyle, Christian Colson et John Smithson
  - Meilleur acteur pour James Franco
  - Meilleur scénario adapté pour Danny Boyle et Simon Beaufoy
  - Meilleur montage pour Jon Harris
  - Meilleure chanson pour A. R. Rahman, Rollo Armstrong et Dido ("If I Rise")
  - Meilleure musique de film pour A. R. Rahman
- Producers Guild of America Awards : meilleur film
- Screen Actors Guild Awards : meilleur acteur dans un premier rôle pour James Franco
- Writers Guild of America Awards : meilleur scénario adapté pour Simon Beaufoy et Danny Boyle

## Éditions en vidéo
- En France, le film 127 Heures est sorti en DVD[35], Blu-ray[36] et en VOD[8] le 20 juillet 2011. Par la suite, le film est ressorti en Blu-ray édition digibook collector + livret le 15 février 2012[37].

- Au Québec, le film est sorti en DVD / Blu-ray le 1er mars 2011[38].

## Autour du film
Hasard ou volonté du réalisateur, Aron Ralston est secouru par hélicoptère au bout de 1 h 27 de film[réf. souhaitée].